# Bronowo (powiat słupski)
Bronowo (kaszb. Brónowò) – wieś w Polsce położona w województwie pomorskim, w powiecie słupskim, w gminie Kępice przy trasie zawieszonej linii kolejowej Korzybie-Bytów i w pobliżu drogi wojewódzkiej nr 209.
W latach 1975–1998 miejscowość należała administracyjnie do województwa słupskiego.

## Zabytki
- zespół rezydencjonalny składający się  z dwuskrzydłowego pałacem wybudowanym  pod koniec XIX w., którego główne skrzydło zostało wyróżnione wystawkami na osi fasady; lamus z  XVIII w., przebudowany na dwukondygnacyjny dwór z nietypowym, sześciokolumnowym portykiem podtrzymującym jeden z okapów dachu naczółkowego, zabudowania gospodarcze[4].

## Inne miejscowości o nazwie Bronowo
- Bronowo.